# In volo per un sogno
In volo per un sogno (Mrs 'Arris Goes to Paris) è un film per la televisione del 1992 diretto da Anthony Shaw, con protagonista Angela Lansbury.